# Tysiąclecie Rosji
Tysiąclecie Rosji (ros. Тысячелетие России) – pomnik z brązu na Kremlu nowogrodzkim w Nowogrodzie Wielkim. Został wzniesiony w 1862 roku z okazji tysiąclecia przybycia do Nowogrodu Wielkiego kniazia Ruryka, który traktowany jest za założyciela państwa ruskiego (i obecnej Rosji).
Konkurs na projekt pomnika odbył się w 1859 roku z którego wyłoniono dwóch zwycięzców, architekta Wiktora Aleksandrowicza Hartmanna, oraz artysty Michaiła Mikieszyna, w międzyczasie zarządzono także zbieranie datków na pokrycie kosztów postawienia pomnika. Na pomnik składa się ogromne jabłko królewskie, bądź jak twierdzą rosyjscy badacze czapka Monomacha będąca symbolem władzy carskiej, otoczone sylwetkami 129 postaci ludzkich położonych w trzech poziomach monumentu.

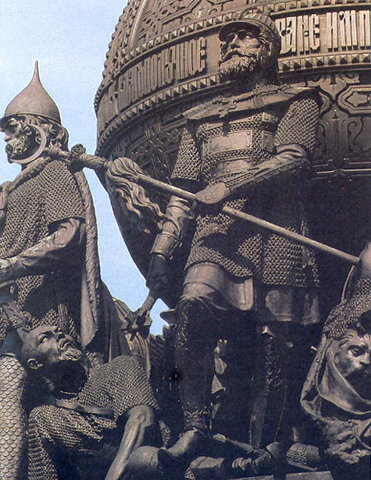
Fragment pomnika z widokiem na postać Dymitra Dońskiego

Każda z postaci reprezentuje różne okresy w historii państwa rosyjskiego przedstawione chronologicznie m.in.: Początek państwa rosyjskiego, Chrzest Rusi, Bitwa na Kulikowym Polu, Zwiększenie znaczenia Wielkiego Księstwa Moskiewskiego, Początek dynastii Romanowów, postacie Iwana III, Dymitra Dońskiego wyzwoliciela Rusi spod jarzma państwa mongolsko-tureckiego i wielu innych. Wszystko osadzone jest na cokole wykonanym z granitu sprowadzonego do Nowogrodu Wielkiego z miasta Sortawala, który swoją sylwetką przypomina dzwon, masa cokołu, na którym wznosi się posąg wykonany z brązu to blisko 35 ton, natomiast samego posągu około 65 ton. Całkowita wysokość pomnika to około 15,7 metrów, natomiast jego średnica w najszerszym miejscu cokołu wynosi 9 metrów.
Odsłonięcie pomnika nastąpiło 8 września 1862 roku na specjalnie zorganizowanej defiladzie z udziałem tysięcy żołnierzy, w obecności samego imperatora Aleksandra II i rodziny cesarskiej.
Podczas II wojny światowej Niemcy próbowali zdemontować pomnik i wywieźć go do III Rzeszy, jednak ostatecznie nie osiągnęli zamierzonego celu, a pomnik odrestaurowano i otwarto go ponownie 2 listopada 1944 roku.